# V.I.P. (album des Jungle Brothers)
Pour les articles homonymes, voir VIP.
Albums de Jungle Brothers
Raw Deluxe
(1997) All That We Do
(2002)
V.I.P. est le cinquième album studio des Jungle Brothers, sorti le 4 janvier 2000.
L'album s'est classé 50e au Heatseekers.

## Liste des titres
| No  | Titre                                                                      | Contient un (des) sample(s) de       | Durée |
| --- | -------------------------------------------------------------------------- | ------------------------------------ | ----- |
| 1.  | V.I.P. (featuring Carol Cardenas)                                          | I Dream of Jeannie d'Hugo Montenegro | 5:51  |
| 2.  | I Remember (featuring The Holmes Brothers)                                 | Cowboys to Girls des Intruders       | 6:27  |
| 3.  | Get Down (featuring Carol Cardenas)                                        | Get Down on It de Kool & The Gang    | 5:13  |
| 4.  | Early Morning                                                              |                                      | 5:32  |
| 5.  | Down with the Jbeez (featuring Alex G., The Black Eyed Peas et Sense Live) | Kissing My Love de Spanky Wilson     | 8:43  |
| 6.  | The Brothers                                                               |                                      | 5:03  |
| 7.  | Party Goin' On                                                             |                                      | 1:55  |
| 8.  | Sexy Body (featuring Jemma Kennedy)                                        |                                      | 5:24  |
| 9.  | Playing for Keeps (featuring Alex G. et The Holmes Brothers)               |                                      | 6:37  |
| 10. | Jbeez Rock the Dancehall                                                   |                                      | 4:08  |
| 11. | Freakin' You                                                               |                                      | 6:11  |
| 12. | Strictly Dedicated                                                         | Hit or Miss d'Odetta                 | 9:07  |